# 24 (film, 2016)
Pour plus de détails, voir Fiche technique et Distribution.
24 est un film indien réalisé par Vikram K. Kumar, sorti en 2016.

## Synopsis
Un scientifique invente une montre qui peut permettre de remonter dans le temps de 24 heures. Son frère jumeau tente de lui la voler.

## Fiche technique
- Titre : 24
- Réalisation : Vikram K. Kumar
- Scénario : Vikram K. Kumar
- Musique : A. R. Rahman
- Photographie : Kiran Deohans et S. Tirru
- Montage : Pudi Prawin
- Production : Suriya
- Société de production : 2D Entertainment, Images and Worlds et Parallel Minds
- Société de distribution : Karan Films (France)
- Pays :  Inde
- Genre : Action, science-fiction et thriller
- Durée : 164 minutes
- Dates de sortie : 
  -  Inde : 6 mai 2016

## Distribution
- Suriya : Athreya / Mani / Sethuraman
- Samantha Akkineni : Sathya
- Nithya Menen : Priya
- Saranya Ponvannan : Satyabhama
- Ajay : Mithran
- Girish Karnad : le grand-père de Sathya
- Sathyan : Saravanan
- Mohan Ram : Raghu

## Distinctions
Le film a remporté deux National Film Awards, celui de la meilleure photographie et celui des meilleurs décors.